# Boeddhisme in Korea

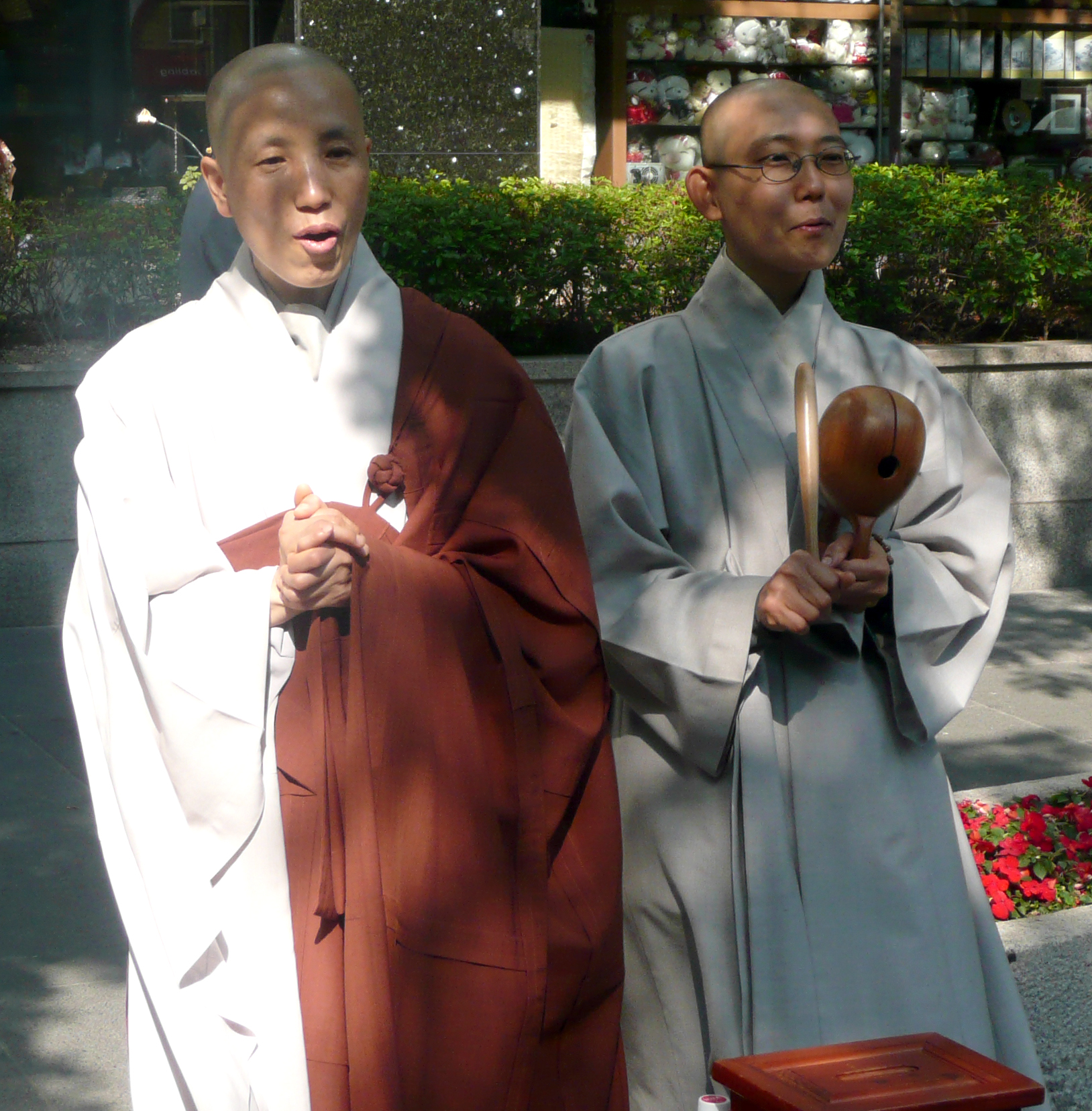
Boeddhistische monniken in Seoel

Het boeddhisme in Korea is tot en met de 14e eeuw een belangrijke religie geweest. Door de keuze van de keizer voor het confucianisme raakte het vanaf 1392 echter in verval.
In Noord-Korea heeft het zich daarvan niet meer kunnen herstellen. In Zuid-Korea leefde het boeddhisme weer op nadat de Japanse bezetting van Korea in 1945 werd opgeheven.

## Geschiedenis

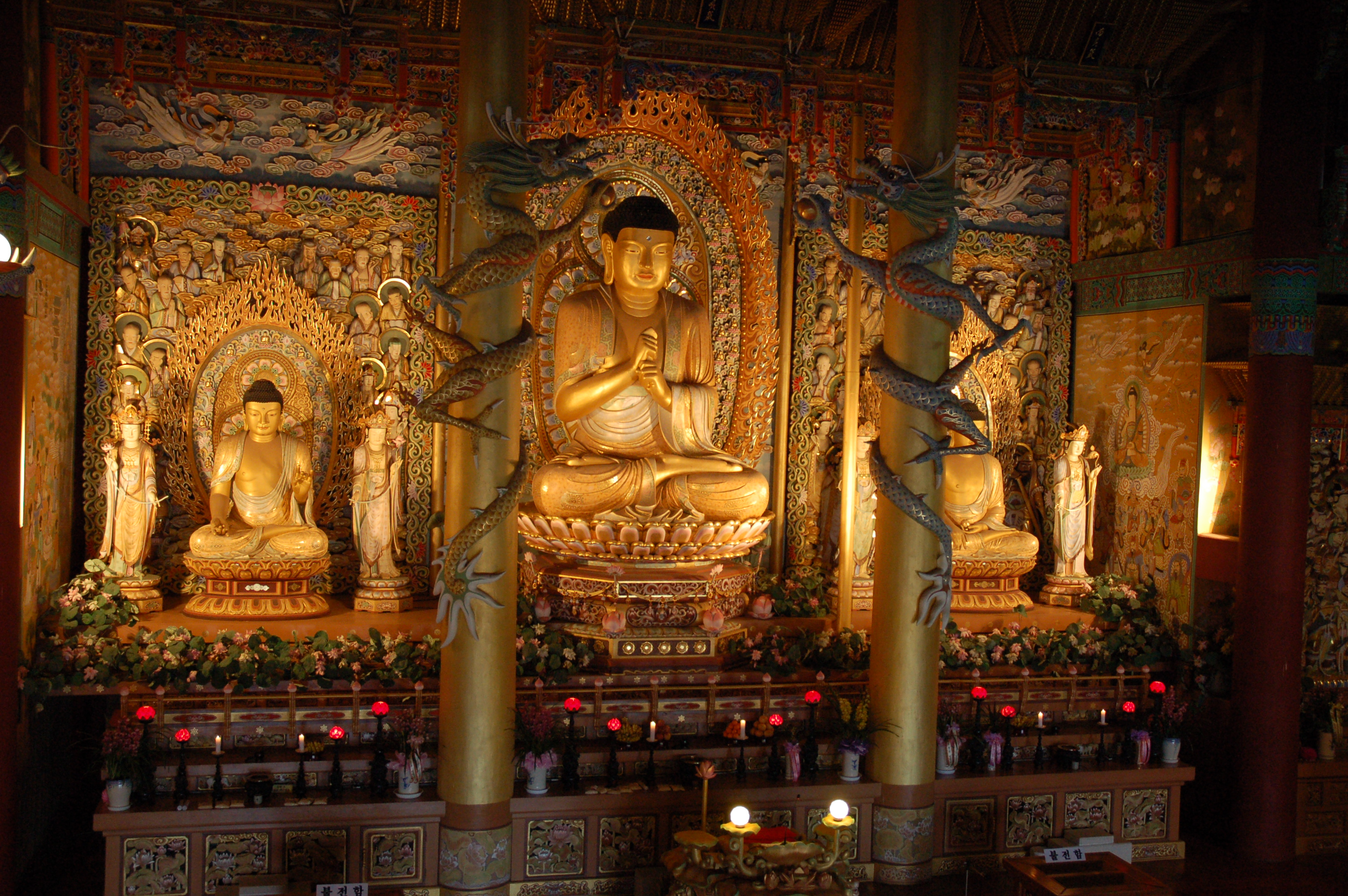
Boeddhabeelden in een boeddhistische tempel in Jeju-do, Zuid-Korea

### Bloei en verval
In de 4e eeuw n.Chr. werd het boeddhisme in Korea vanuit China geïntroduceerd. De enige bloeiperiode die het boeddhisme in het land kende, vond plaats tussen de 6e en 9e eeuw. In deze periode werden veel boeddhistische kunstschatten voortgebracht. Het gebied was toen onderverdeeld in drie koninkrijken: Silla, Koguryo en Paekche. In deze tijd waren alle Chinese stromingen aanwezig. De belangrijkste hiervan waren de scholen chan, huayan, mikkyō (mi-tsung) en shingon. In deze tijd had ook de Hartsoetra de regio al bereikt.
Gedurende de Joseondynastie was het confucianisme de staatsreligie, waardoor de boeddhistische monniken naar de bergen uitweken en het boeddhisme aan invloed inboette.

### Na 1945

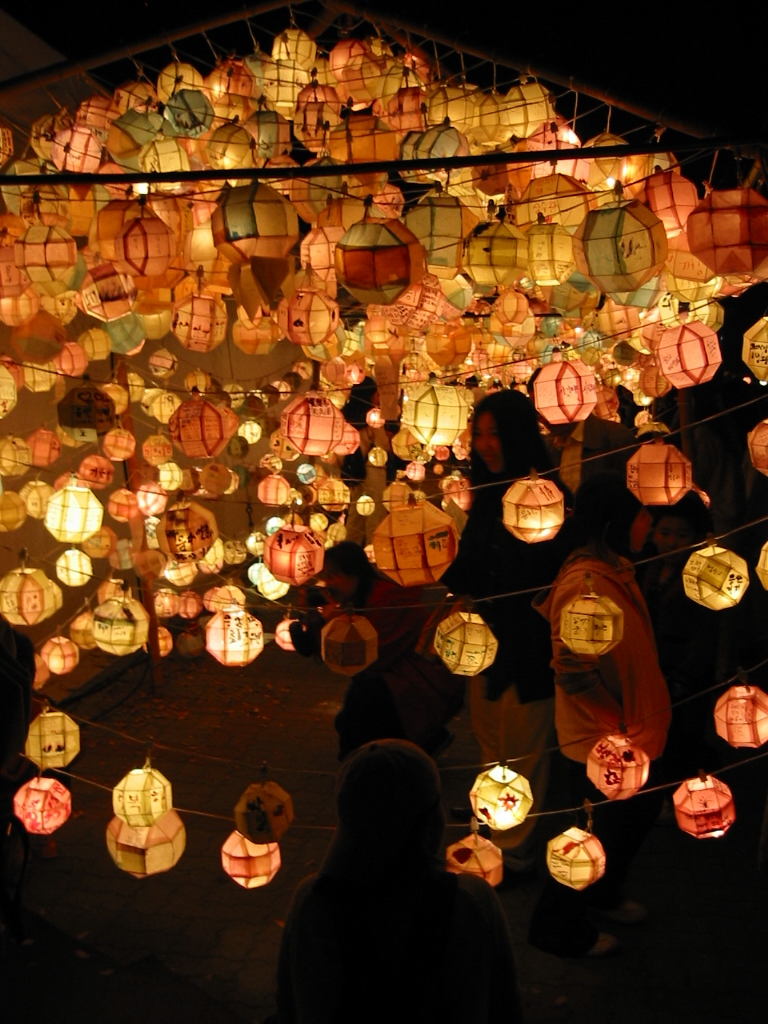
Het lotus-lantaarn-festival in Seoel, 2001

Na de opsplitsing in twee landen volgde het boeddhisme een geheel verschillende weg per land.

#### Zuid-Korea
In Zuid-Korea kende het boeddhisme na de Japanse bezetting van Korea in 1945 een opleving. Sindsdien wordt er in het algemeen niet strak vastgehouden aan een enkele school, maar worden de leren van de verschillende scholen met elkaar vermengd, waaronder elementen uit rinzai, Zuiver Land-boeddhisme en vajrayana (tantrisch boeddhisme). Op het platteland is daarbij het reciteren van de naam van Amitabha populair; de intellectuelen in de steden geven veeleer de voorkeur aan de oefeningen uit het zenboeddhisme.
Verder worden er in Zuid-Korea elementen uit oude regionale religies aan het boeddhisme toegevoegd, zoals de opname van een berggod, tijger en de god van het Zevengesternte (Plejaden).
In Zuid-Korea zijn er anno 2011 rond 11 miljoen boeddhisten, waarmee het een aandeel heeft van 23,2% van de gehele bevolking. De andere grote religie in het land is het christendom, met een aandeel van 26,3%. Ongeveer de helft van de bevolking hangt geen religie aan.

#### Noord-Korea
In Noord-Korea wonen ca. 10.000 boeddhisten (2001) op een bevolking van ca. 24,5 miljoen inwoners (2011).
België · Cambodja · China (Hongkong · Tibet) · India · Indonesië · Japan · Korea · Myanmar · Mongolië · Nederland · Rusland · Sri Lanka · Taiwan · Thailand